# John Atcherley Dew
John Atcherley Dew (Waipawa, 5 de mayo de 1948) es arzobispo de Wellington (Nueva Zelanda) y cardenal.

## Biografía

### Formación y primeros años
Completó sus estudios eclesiásticos en el Seminario del Santo Nombre en Christchurch, y en el Seminario Nacional de Holy Cross College en Mosgiel.

## Sacerdocio
Fue ordenado sacerdote para la diócesis de Wellington el 9 de mayo de 1976.
Después de su ordenación sacerdotal, desempeñó los siguientes encargos pastorales: 1976-1979, sacerdote en Upper Hutt; 1980-1982, misionero y párroco en la diócesis de Rarotonga (Islas Cook); 1982-1987, capellán de los inmigrantes católicos a Wellington desde las Islas Cook, sirviendo al mismo tiempo en la Pastoral Juvenil de la Arquidiócesis; 1988-1991, director de formación para los alumnos del Seminario Nacional de Santa Cruz en Mosgiel; 1991-1993, realiza estudios en el extranjero en el Instituto de San Anselmo, Kent (Inglaterra), donde recibió un diploma en espiritualidad pastoral. De 1993 a 1995 fue párroco en la parroquia de Santa Ana, de Newtown.

## Episcopado

### Obispo auxiliar de Wellington
El 1 de abril de 1995, el Papa Juan Pablo II lo nombró Obispo titular de Privata y Obispo auxiliar de la Arquidiócesis de Wellington.
Recibió la consagración episcopal el 31 de mayo del mismo año.

### Arzobispo Coadjutor de Wellington
El 29 de abril de 2004, el Papa Juan Pablo II lo promovió a Arzobispo Coadjutor de la Arquidiócesis de Wellington.

### Arzobispo de Wellington
El 21 de marzo de 2005, se convirtió en el VII Arzobispo Metropolitano de la Arquidiócesis de Wellington.

### Ordinario Militar para Nueva Zelanda
Fue nombrado Obispo del Ordinario militar para Nueva Zelanda el 1 de abril de 2005.
Desde 2012 ha sido presidente de la Conferencia Episcopal de Nueva Zelanda, y también fue presidente de la Federación de las Conferencias Episcopales de Oceanía (FCBCO) de 2011 a mayo de 2014.
En su papel como presidente de la Conferencia Episcopal de Nueva Zelanda, participó en la Tercera Asamblea General Extraordinaria del Sínodo de los Obispos sobre la familia (octubre de 2014), durante la cual fue ponente de un grupo en idioma inglés.

## Cardenalato
Fue creado y proclamado cardenal por el papa Francisco en el consistorio del 14 de febrero de 2015, con el título de Sant'Ippolito.
El 29 de noviembre de 2015, tomó posesión de su sede cardenalicia, en Roma.
El 5 de mayo de 2023 fue aceptada su renuncia al gobierno pastoral de la achidiócesis de Wellington, por límite de edad.

### Curia romana
El 17 de marzo de 2015 fue nombrado miembro de la Congregación para la Evangelización de los Pueblos y del Pontificio Consejo para la Promoción de la Unidad de los Cristianos.
El 6 de septiembre de 2016 fue nombrado miembro de la Congregación para el Culto Divino y la Disciplina de los Sacramentos, siendo confirmado como tal el 22 de febrero de 2022.
El 28 de abril de 2020 fue confirmado como miembro del Pontificio Consejo para la Promoción de la Unidad de los Cristianos in aliud quinquennium.
El 13 de octubre de 2020 fue confirmado como miembro de la Congregación para la Evangelización de los Pueblos ad aliud quinquennium.

## Sucesión
| Predecesor: Nuevo título             | Obispo titular de Privata y Obispo auxiliar de Wellington 1 de abril de 1995-24 de mayo de 2004 | Sucesor: Jérôme Daniel Beau       |
| Predecesor: Thomas Stafford Williams | Arzobispo de Wellington 21 de marzo de 2005                                                     | Sucesor: En el Cargo              |
| Predecesor: Thomas Stafford Williams | Ordinario Militar 1 de abril de 2005-5 de mayo de 2023                                          | Sucesor: Paul Gerard Martin, S.M. |
| Predecesor: Nuevo Título             | Cardenal Presbítero de San Hipólito 14 de febrero de 2015                                       | Sucesor: En el Cargo              |